# North American Soccer League Indoor 1980-1981
Nell'autunno 1980 si tenne la settima edizione del campionato di indoor soccer della NASL. Rispetto alla prima edizione di un anno prima, le squadre partecipanti quasi raddoppiarono (19 contro le 10 della stagione precedente) e si rese necessario suddividere il torneo in cinque divisioni. Il trofeo andò agli Edmonton Drillers, che così furono gli unici canadesi a portare a casa il titolo NASL al coperto.

## Squadre partecipanti
- Eastern Division: Atlanta Chiefs, Ft. Lauderdale Strikers, Jacksonville Tea Men, T.B. Rowdies
- Central Division: Chicago Sting, Detroit Express, Minnesota Kicks
- Southern Division: California Surf, Dallas Tornado, San Diego Sockers, Tulsa Roughnecks
- Northern Division: Calgary Boomers, Edmonton Drillers, Toronto Blizzard, Vancouver Whitecaps
- Western Division: L.A. Aztecs, Portland Timbers, S.J. Earthquakes, Seattle Sounders

## Classifiche

### Regular Season

#### Eastern Division
|  | Squadra                 | G  | V  | P  | GF  | GS  | ‰   |
|  | ----------------------- | -- | -- | -- | --- | --- | --- |
|  | Atlanta Chiefs          | 18 | 13 | 5  | 97  | 75  | 722 |
|  | T.B. Rowdies            | 18 | 9  | 9  | 126 | 120 | 500 |
|  | Jacksonville Tea Men    | 18 | 8  | 10 | 96  | 102 | 444 |
|  | Ft. Lauderdale Strikers | 18 | 1  | 17 | 58  | 125 | 56  |

#### Central Division
|  | Squadra         | G  | V  | P  | GF  | GS  | ‰   |
|  | --------------- | -- | -- | -- | --- | --- | --- |
|  | Chicago Sting   | 18 | 13 | 5  | 146 | 103 | 722 |
|  | Minnesota Kicks | 18 | 12 | 6  | 93  | 73  | 667 |
|  | Detroit Express | 18 | 7  | 11 | 90  | 106 | 389 |

#### Southern Division
|  | Squadra           | G  | V  | P  | GF  | GS  | ‰   |
|  | ----------------- | -- | -- | -- | --- | --- | --- |
|  | California Surf   | 18 | 10 | 8  | 91  | 96  | 556 |
|  | Tulsa Roughnecks  | 18 | 9  | 9  | 128 | 109 | 500 |
|  | Dallas Tornado    | 18 | 7  | 11 | 100 | 94  | 389 |
|  | San Diego Sockers | 18 | 6  | 12 | 101 | 121 | 333 |

#### Northern Division
|  | Squadra             | G  | V  | P  | GF  | GS  | ‰   |
|  | ------------------- | -- | -- | -- | --- | --- | --- |
|  | Vancouver Whitecaps | 18 | 11 | 7  | 91  | 96  | 611 |
|  | Edmonton Drillers   | 18 | 10 | 8  | 128 | 109 | 556 |
|  | Calgary Boomers     | 18 | 10 | 8  | 100 | 94  | 556 |
|  | Toronto Blizzard    | 18 | 5  | 13 | 101 | 121 | 278 |

#### Western Division
|  | Squadra          | G  | V  | P  | GF  | GS  | ‰   |
|  | ---------------- | -- | -- | -- | --- | --- | --- |
|  | L.A. Aztecs      | 18 | 11 | 17 | 118 | 99  | 611 |
|  | Portland Timbers | 18 | 10 | 18 | 110 | 93  | 556 |
|  | S.J. Earthquakes | 18 | 10 | 18 | 118 | 115 | 556 |
|  | Seattle Sounders | 18 | 9  | 9  | 106 | 98  | 500 |

### Quarti di finale
|                     |   |                  | Gara 1 | Gara 2 | Gara 3 |  |
| Atlanta Chiefs      | - | Minnesota Kicks  | 10 - 8 | 5 - 4  |        |  |
| Chicago Sting       | - | Portland Timbers | 6 - 2  | 8 - 7  |        |  |
| Edmonton Drillers   | - | L.A. Aztecs      | 8 - 3  | 10 - 6 |        |  |
| Vancouver Whitecaps | - | California Surf  | 0 - 3  | 8 - 5  | 4 - 0  |  |

### Semifinali
|                   |   |                     | Gara 1 | Gara 2 | Gara 3 |  |
| Edmonton Drillers | - | Vancouver Whitecaps | 9 - 7  | 6 - 4  |        |  |
| Chicago Sting     | - | Atlanta Chiefs      | 8 - 3  | 5 - 9  | 4 - 2  |  |

### Finale
|                   |   |               | Gara 1 | Gara 2 | Gara 3 |  |
| Edmonton Drillers | - | Chicago Sting | 9 - 6  | 5 - 4  |        |  |